# Сарбай (сельское поселение Кабановка)
Сарбай — село в Кинель-Черкасском районе Самарской области, относится к сельскому поселению Кабановка.

## География
Находится на расстоянии примерно 15 километров по прямой на север от районного центра села Кинель-Черкассы.

## История
Основано в конце XVIII века. 

## Население
Постоянное население составляло 542 человека (русские 91%) в 2002 году, 531 в 2010 году.

## Достопримечательности
Центр народных ремесел.